# Leptataspis lombokensis
Leptataspis lombokensis är en insektsart som beskrevs av Jacobi 1921. Leptataspis lombokensis ingår i släktet Leptataspis och familjen spottstritar. Inga underarter finns listade i Catalogue of Life.